# Hermann Schwarz
Karl Hermann Amandus Schwarz (25. ledna 1843, Jerzmanowa, dnes Polsko, tehdy slezský Hermsdorf v Prusku – 30. listopadu 1921, Berlín) byl německý matematik, známý především díky práci v oblasti komplexní analýzy. Původně studoval chemii, ale Ernst Kummer a Karl Weierstraß ho přesvědčili, aby se začal věnovat matematice. Kromě komplexní analýzy se zabýval například i variačním počtem či diferenciální geometrií. Jeho žena Marie, se kterou měl šest dětí, byla dcerou Ernsta Kummera. Mezi Schwarzovy studenty patřili například Paul Koebe, Ernst Zermelo, Gerhard Hessenberg či Lipót Fejér.